# Basalys parva
Basalys parva är en stekelart som beskrevs av Thomson 1858. Basalys parva ingår i släktet Basalys, och familjen hyllhornsteklar. Arten är reproducerande i Sverige.